# Bernardino Maffei
Bernardino Maffei (* 27. Januar 1514 in Rom; † 16. Juli 1553 ebenda) war ein italienischer Kardinal der Römischen Kirche.

## Leben
Die Familie des Vaters stammte aus Verona und war beim römischen Adel immatrikuliert worden. Zweitältester von acht Geschwistern – sein jüngerer Bruder Marco Antonio wurde ebenfalls Kardinal – begann er seine Studien in Rom und setzte sie dann  an der Universität Padua fort, wo er humanistische Studien und Rechtswissenschaften betrieb. Hier fand er auch seine ersten gelehrten Freunde. Nach der Wahl Pauls III. 1534 holte ihn sein Vater nach Rom zurück, um eine Karriere am Hof des Papstes zu beginnen. Paul III. bestimmte ihn zum Erzieher und Sekretär seines Enkels, des Kardinals Alessandro Farnese jr. 1543 wurde Maffei Kanoniker der Petersbasilika. Am 22. April 1547 zum Bischof von Massa Marittima als Nachfolger Alessandro Farneses erwählt, empfing er am 30. Mai 1547 in der Sixtinischen Kapelle die Bischofsweihe durch Giovanni Giacomo Barba, den Bischof von Teramo; Mitkonsekratoren waren Nicolas Vernely, Bischof von Bagnoregio, und Michele de La Torre, Bischof von Ceneda. Vielleicht seit 1539 war er direkter Mitarbeiter und Sekretär des Papstes und vertrat den Staatssekretär Dandini bei Abwesenheit. Umfangreiche Teile seiner Korrespondenz betreffen die Arbeiten des Konzils von Trient, unter anderem die Frage der Verlegung nach Bologna. Maffei leitete die Informationen und Anfragen der Konzilsteilnehmer an den Papst weiter. Besonders vertraut war er mit Marcello Cervini, mit dem er Kommentare, Bücher und Ansichten über den Zölibat austauschte. Er vertrat ihn auch 1548 nach dessen Ernennung zum Kardinalbibliothekar, da Cervini auf diplomatischer Mission außerhalb Roms war. Enge Beziehungen unterhielt Maffei auch zu Pietro Bembo. Die Reichhaltigkeit der Antikensammlung der Familie Maffei, die Bernardino erheblich vermehren konnte, wird auch von Paolo Manuzio gerühmt, der nach eigener Angabe die Anregung zu den klassischen Studien von Bembo und Maffei empfing.
Papst Paul III. kreierte Maffei am 8. April 1549 zum Kardinal und verlieh ihm am 10. Mai 1549 die Titelkirche San Ciriaco alle Terme. Am 7. Juni 1549 wechselte er als Bischof nach Caserta und wurde noch am 9. November 1549 zum Erzbischof von Chieti ernannt. Der hochgebildete Kardinal und enge Freund des Ignatius von Loyola verzichtete am 14. Juli 1553 zugunsten seines Bruders Marco Antonio auf das Erzbistum Chieti. Sein Grab befindet sich in der Kirche Santa Maria sopra Minerva.
Gedruckte Schriften von Maffei sind nicht erhalten, im Konklave 1549–1550, aus dem Julius III. als Papst hervorging, führte er ein Tagebuch (diario), das für einen gedruckten Bericht als Vorlage diente. Fragmentarisch erhalten sind auch seine Aufzeichnungen über die Arbeiten der Kardinalskongregation für die Kurienreform, die wesentlich von ihm und Cervini geprägt wurden, deren Abschluss in der Bulle Varietas temporum er allerdings nicht mehr erlebte.